# Charles Denis de Bullion

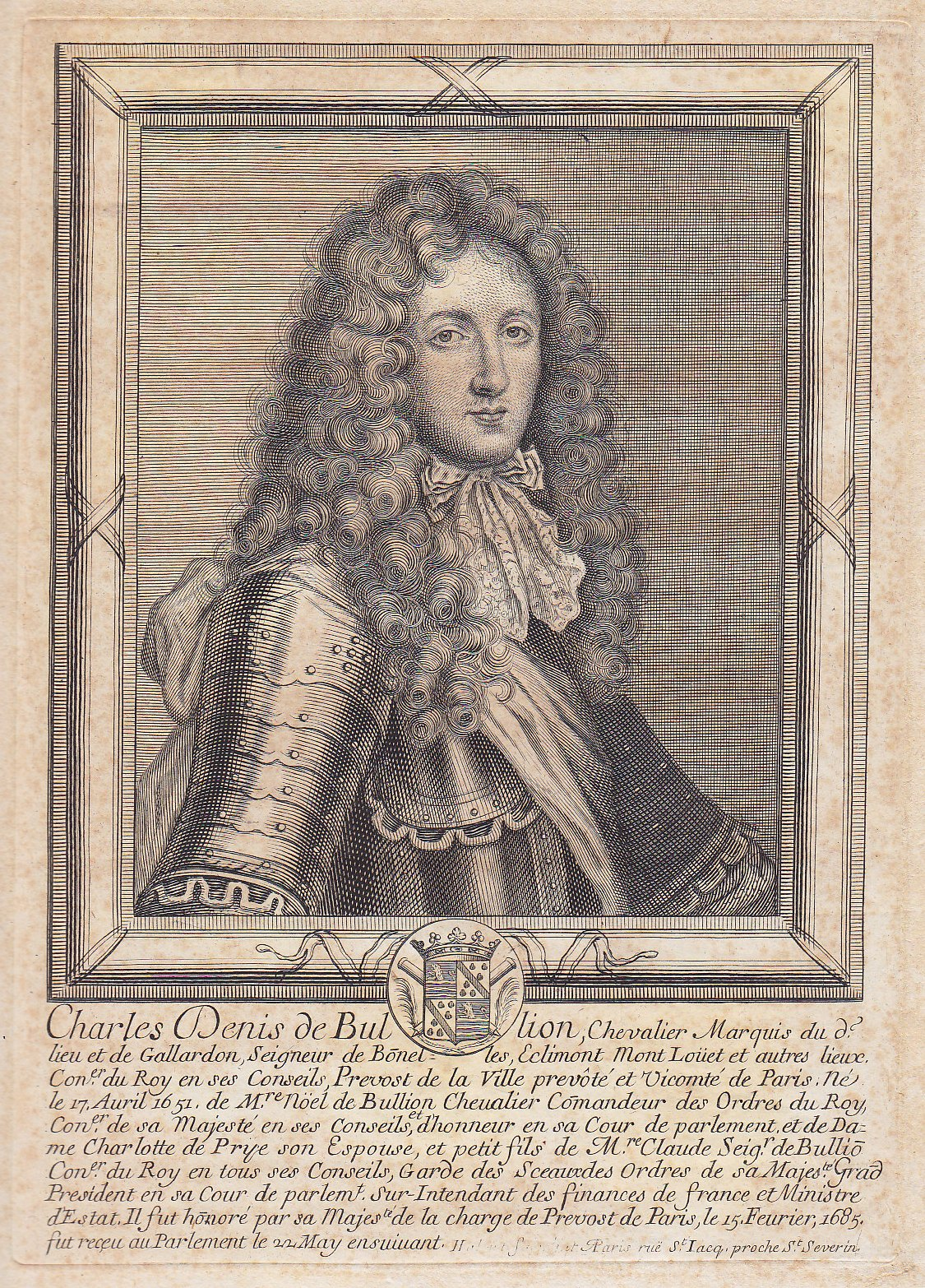
Charles Denis de Bullion, Gravur von Nicolas Habert

Charles Denis de Bullion (* 17. April 1651; † 20. Mai 1721) aus der Familie Bullion war ein französischer Magistrat aus der Noblesse de robe.

## Leben
Charles Denis de Bullion ist der Sohn von Noël de Bullion (1615–1670), Marquis de  Gallardon, Seigneur de Bonnelles et d’Esclimont, Conseiller und Président à mortier des Parlement de Paris, von 1643 bis 1656 Schriftführer im Orden vom Heiligen Geist, und Charlotte de Prie (um 1622–1700). Er ist zudem ein Enkel von Claude de Bullion (1563–1640) und Angélique Faure († 1664).
Er war Marquis de Gallardon, Seigneur de Bonnelles, d’Esclimont, d’Escrones, d’Escrignolles, de Talvoisin, de Saint-Symphorien, de Bleury, de Prunay-sous-Ablis, de Montainville, de Maule, de Launay et de Wideville, Châtelain de Coudray. Zudem war er Gouverneur von Le Maine, Le Perche, Comté de Laval.
Am 22. Mai 1685 wurde er als Nachfolger von Armand du Cambout de Coislin (1635–1702) zum Prévôt de la Ville, Prévôté et Vicomté de Paris ernannt.
Charles Denis de Bullion starb am 20. Mai 1721. Sein Sohn Gabriel Jérôme de Bullion wurde sein Nachfolger als Prévôt de Paris.

## Ehe und Familie
Charles Denis de Bullion heiratete am 21. Dezember 1677 Marie Anne Rouillé de Meslay (* um 1659; † 29. September 1714, 55 Jahre alt), Tochter von Jean Rouillé, Comte de Meslay, Conseiller d’Etat ordinaire, und Marie de Comans d’Astric. Ihre Kinder sind:
- Anne Jacques de Bullion (* 31. Dezember 1679; † 23. April 1745), genannt Marquis de Bonnelles, Marquis de Fervaques, Gouverneur von Le Maine, Le Mans, Le Perche und der Grafschaft Laval, Lieutenant général des armées du Roi, Ritter und Commandeur im Orden vom Heiligen Geist; ⚭ 27. März 1708 Marie-Madeleine Hortense de Gigault de Bellefonds (* 1683; † 22. Januar 1766), Tochter von Louis Christophe de Gigault, Marquis de Bellefonds et de La Boulaye, und Marie Olympe Emmanuelle de La Porte-Mazarin, Enkelin von Bernardin Gigault de Bellefonds, Marschall von Frankreich, und Armand-Charles de La Porte, Duc de Mazarin. ihre Kinder sind:
  - Marie-Etiennette de Bullion († 9. Oktober 1749), ⚭ 22. Oktober 1734 Charles Anne Sigismond de Montmorency-Luxembourg (* 31. August 1721; † 21. Juli 1777), Duc de Châtillon, Duc d’Olonne;
  - Jacqueline Maie Hortense de Bullion († 30. Januar 1795); ⚭ 28. Dezember 1740 Guy André Pierre de Montmorency-Laval (* 21. September 1723; † 22. September 1798), Duc de Laval, Marschall von Frankreich;
  - Auguste Eléonore/Léonine Olympe Nicole de Bullion (* 6. Dezember 1721; † 27. Januar 1751); ⚭ 8. April 1745 Paul-Louis de Beauvilliers (* 8. November 1711; † 9. November 1757 nach der Schlacht bei Roßbach (5. November)), genannt Duc de Beauvilliers (Haus Beauvilliers)
- Jean Claude de Bullion (* 1681/82; † 7. September 1706 an Verwundungen aus der Schlacht von Turin), Marquis de Bonnelles, Lieutenant du Roi im Pays Chartrain, Brigadier de Cavalerie und Mestre de camp des Régiment Royal-Roussillon
- Charles Jean Baptiste de Bullion (* um 1682/83; † 14. Dezember 1699, etwa 17 Jahre alt), Seigneur de Marly
- Gabriel Jérôme de Bullion (* um 1695; † 31. Dezember 1752, 57 Jahre alt), Comte d’Esclimont, Prévôt de Paris als Nachfolger seines Vaters, Mestre de camp im Régiment de Provence
- Auguste Léon de Bullion, 1697 Malteserordensritter, Marquis de Bonnelles, dann (um 1752/53) Marquis de Gallardon als Nachfolger seines Bruders, Lieutenant-général en Guyenne
- Anne Marie Marguerite de Bullion (* 30. Januar 1684; † 3. August 1760), Dame de Wideville et de Bonnelles; ⚭ 13. März 1706 Jean Charles de Crussol (* 29. Dezember 1675; † 19. Juli 1739), Duc d’Uzès, Pair de France
- Elisabeth Anne Antoinette de Bullion (* 20. Februar 1685; † 1758), ⚭ 2. Dezember 1707 Frédéric-Guillaume de La Trémoille (* 1668; † 21. Januar 1738), Prince de Talmont, Lieutenant général des Armées du Roi, Gouverneur von Saarlouis, Sohn von Henri Charles de La Trémoille, Prince de Talmont
- Anne Thérèse und Marie Thérese de Bullion, geistlich im Couvent des Visitandines de Chaillot